# C/1854 F1 (Großer Komet)
C/1854 F1 (Großer Komet) ist ein Komet, der im Jahr 1854 mit dem bloßen Auge gesehen werden konnte. Er wird wegen seiner Helligkeit von einigen zu den „Großen Kometen“ gezählt.

## Entdeckung und Beobachtung
Alfred de Menciaux entdeckte diesen Kometen bei Damazan in Südfrankreich am Morgen des 23. März 1854 knapp über dem Osthorizont. Der Schweif des Kometen stand nahezu senkrecht zum Horizont. In den folgenden Tagen konnte der Komet morgens nicht mehr aufgefunden werden, denn er hatte sich weiter dem Horizont genähert, bis er am Abend des 26. März nördlich an der Sonne vorüberging, um danach am Abendhimmel sichtbar zu werden. Bis zum 1. April gab es daraufhin zahlreiche unabhängige Entdeckungen und Beobachtungen durch mehrere Astronomen, darunter Edward Joseph Lowe und John Russel Hind in England. In Irland berichtete Andrew Graham am 30. März von einem 3° langen Schweif.
Als der Komet am 1. April der Erde am nächsten kam, stellte er mit einer Helligkeit von 1–2 mag ein eindrucksvolles Objekt auch für die Beobachtung mit bloßem Auge dar. Am 4. April erreichte der Schweif seine größte Länge von über 5°. Bis Mitte April verblasste der Komet zusehends und wurde schließlich am 28. April letztmals teleskopisch in Madras beobachtet.
Der Komet erreichte eine maximale Helligkeit von 0–1 mag.

## Wissenschaftliche Auswertung
Parabolische Umlaufbahnen für den Kometen wurden von zahlreichen Astronomen berechnet. John Russell Hind fand eine geringfügige Ähnlichkeit der Bahnelemente mit denjenigen des Kometen C/1799 Y1 (Mechain), aber wies eine Vermutung zurück, dass es sich um den gleichen Kometen handeln könnte. Die umfassendste Bestimmung einer Bahn erfolgte 1885 durch Samuel Oppenheim.
Kurz nach dem Berechnen der ersten Umlaufbahnen vermute Carl Bruhns, dass dieser Komet mit einem Objekt identisch sein könnte, das durch Theodor Brorsen am 16. März 1854 beobachtet worden war. Dies konnte durch Friedrich Wilhelm August Argelander widerlegt werden.
In jüngerer Zeit wurden durch Richard L. Branham, Jr. unter Verwendung von 347 Beobachtungsdaten über 31 Tage und unter Berücksichtigung der Störeinflüsse aller Planeten und weiterer moderner mathematischer Verfahren neue und verbesserte Bahnelemente einer elliptischen Bahn für den Kometen berechnet.

## Umlaufbahn
Für den Kometen konnte aus etwa 200 Beobachtungen über 30 Tage durch Oppenheim nur eine unsichere parabolische Umlaufbahn bestimmt werden, die um rund 97° gegen die Ekliptik geneigt ist. Die Bahn des Kometen steht damit fast senkrecht zu den Bahnebenen der Planeten, er durchläuft seine Bahn gegenläufig (retrograd) zu ihnen. Im sonnennächsten Punkt der Bahn (Perihel), den der Komet am 24. März 1854 durchlaufen hat, befand er sich mit etwa 41,4 Mio. km Sonnenabstand im Bereich etwas innerhalb der Umlaufbahn des Merkur. Am 26. März ging er in 57,7 Mio. km Abstand am Merkur vorbei und am 28. März passierte er die Venus in 100,4 Mio. km Distanz. Am 1. April erfolgte mit etwa 126,5 Mio. km (0,85 AE) Abstand seine größte Annäherung an die Erde.
In der Nähe des aufsteigenden Knotens seiner Bahn bewegte sich der Komet um den 1. März in geringem Abstand von nur etwa 1,16 Mio. km (0,0078 AE) zur Umlaufbahn der Venus, die sich zu diesem Zeitpunkt aber nahezu an der gegenüberliegenden Stelle ihrer Bahn aufhielt.
Nach den elliptischen Bahnelementen von Branham und ohne Berücksichtigung nicht-gravitativer Kräfte auf den Kometen hatte seine Bahn einige Zeit vor seiner Passage des inneren Sonnensystems eine Exzentrizität von etwa 0,99979 und eine Große Halbachse von etwa 1320 AE, so dass die Umlaufzeit bei etwa 48.000 Jahren lag. Durch Annäherungen an Jupiter im Januar 1854 bis auf etwa 4 ⅓ AE und an Saturn im Juli 1854 bis auf etwa 8 ⅔ AE, wurde seine Bahnexzentrizität auf etwa 0,99977 und die Große Halbachse auf etwa 1240 AE verringert, so dass sich seine Umlaufzeit auf etwa 43.500 Jahre verkürzt. In Anbetracht dessen, dass Branham seine elliptische Bahn als nicht statistisch signifikant von einer parabolischen Bahn abweichend einschätzt, sind diese Daten nur als ungefähre Werte zu betrachten.